# Argentan
Argentan település Franciaországban, Orne megyében. Lakosainak száma 13 494 fő (2022. január 1.). Argentan Sévigny, Juvigny-sur-Orne, Moulins-sur-Orne, Sai, Boischampré, Sarceaux és Gouffern en Auge községekkel határos.

## Népesség
A település népességének változása:
| Lakosok száma | 13 903 | 13 769 | 14 495 | 13 823 | 13 730 | 13 395 | 13 401 | 13 291 | 13 494 |
|               | 2013   | 2015   | 2016   | 2017   | 2018   | 2019   | 2020   | 2021   | 2022   |